# Faris Abdalla
Faris Abdalla (sinh ngày 19 tháng 2 năm 1994) là một cầu thủ bóng đá người Sudan thi đấu ở vị trí hậu vệ.